# Engerling (band)
Engerling is een Duitse bluesrockband uit Berlijn.

## Wolfram Bodag
Wolfram Bodag, (Bad Freienwalde, 3 mei 1950) is de leider van de band en tevens componist, tekstschrijver, muzikant en zanger. Reeds op 16-jarige leeftijd speelde hij bij de band Blues Fashion. Na de beëindiging van zijn militaire dienstplicht vervoegde hij zich bij de band mobil. Samen met Rainer Lojewski richtte hij later de bluesband Pardon op (tot 1973). Als wielerfan schreef hij Sechs Tage auf dem Rad, Tommy Simpson en Radler Leid. Bodags tekst Blues vom Roten Hahn had een echte reden: een brand in de Oostberlijnse Erich Franz-club, een onderkomen van het bluescircuit. Bodag doet in zijn teksten verslag van zowel echte als ook fictieve concerten van Willie Dixon en John Lee Hooker, waarvan de inkomsten bijdragen aan de wederopbouw. In nummers als Legoland en Zinker verwerkt Bodag zijn impressie over de kentering.

## Oprichting en bezetting
Oprichting
- Wolfram 'Boddi' Bodag (1975-, zang, keyboard, mondharmonica)
- Rainer 'Lello' Lojewski (1975-1979, drums)
- Heiner Witte (1975-, gitaar)
- Erhard Klauschenz (1975-1976, bas)
- Reiner Greger (1978-1979, viool, zang)
- Peter Brandl (1975-1977, mondharmonica, zang)

Heden
- Wolfram 'Boddi' Bodag (keyboard, zang)
- Heiner Witte (gitaar)
- Manne Pokrandt (1986-, bas)
- Hannes Schulze (2005-, drums)

Alle leden speelden voor de oprichting in verschillende andere amateurband, zoals mobil, medoc en Pardon. Terwijl Wolfram Bodag en Heiner Witte een opleiding aan de muziekschool Friedrichshain in Oost-Berlijn voltooiden, waren alle andere bandleden autodidacten. De bandnaam Engerling werd gekozen zonder intens verband. Ze zijn tot heden trouw gebleven aan hun stijl. Ze waren vanaf het begin niet afhankelijk van ingewikkelde podiumshows en promotie. Ze hadden een enthousiast publiek aan de DDR-jeugd.
Nadat Erhard Klauschenz de band had verlaten, nam Mischa Arnold (1976 tot 1978) de bas over. Vervolgens wisselde de bandbezetting rondom Wolfram Bodag en Heiner Witte meermaals. De verdere tussentijdse bandleden waren Bernd Kühnert (gitaar, van 1975 tot 1979), Michael Arnold (bas, 1976 tot 1978), Jens Saleh (bas, 1978 tot 1979), Gottfried Klier (saxofoon, 1978 tot 1979), Peter Lucht (drums, 1980 tot 1985 en 1992 tot 2000), Gunther Krex (bas, 1980 tot 1983), Thilo Frech (saxofoon, 1980 tot 1981), Christian Liebig (bas, 1985 tot 1986), Henry Butschke (drums, 1985 tot 1986), Friedeman Frieda Schultz (drums, 1986 tot 1992), Andreas Kaufmann (saxofoon, 1986 tot 1988), Waldemar Weiz (gitaar, 1989 tot 1992) en Vincent Brisach (drums, 2000 tot 2005). Het jongste bandlid is Hannes Schulze, Bodags zoon.

## Carrière
In 1977 verschenen met de singles Da hilft kein Jammern/Der Zug oder die weiße Ziege en Schwester Bessies Boogie/Mama Wilson de eerste plaatopnamen bij Amiga Schallplatten. In 1979 volgde dan de eerste lp, waarvan meer dan 100.000 exemplaren werden verkocht. In 1986 brak Bodag bij een politieoperatie beide handen, zodat Engerling meerdere maanden niet kon optreden.
Vanaf het begin had Engerling zich aan de blues gewijd. Hun muzikale opvatting was rechtlijnige, oorspronkelijke blues- en boogie-woogierock.
De song Ain't Nobody White Can Sing the Blues van Mitch Ryder is sinds jaren een vast onderdeel van het Engerling-repertoire. De band begeleidde sinds 1994 Mitch Ryder tijdens zijn tournees door Duitsland, Zwitserland, Oostenrijk, België, Frankrijk en Spanje en was betrokken bij cd-producties van de Amerikaanse muzikant.